# Oficina Comarcal de Agricultura
La Oficina Comarcal de Agricultura, actualmente Oficina Comarcal Agraria (O.C.A.), es la encargada de la recepción de todo tipo de solicitudes relacionadas con la agricultura y la ganadería en la comunidad autónoma de Castilla-La Mancha (España). Asimismo, se encargan de recibir las solicitudes relativas a temas medioambientales. 
Sus precursoras son las desaparecidas Cámaras Agrarias, dependientes del Estado.

## Organización de la Consejería
La Consejería de Agricultura se organiza de la siguiente manera:
- Dirección General de Agricultura y Ganadería
- Dirección General de Montes y Espacios Naturales
- Dirección General de Infraestructuras y Desarrollo Rural
- Dirección General de Calidad e Impacto Ambiental

Hay un Servicio Periférico de la Consejería en cada capital de provincia. Además, el IVICAM (Instituto de la Vid y el Vino de Castilla-La Mancha), un organismo autónomo, depende de esta Consejería.
En cada O.C.A. trabajan varios veterinarios y varios Ingenieros Técnicos Agrícolas (ITA), además del personal administrativo.
La O.C.A. remite toda las instancias recibidas a su Servicio Periférico. La red de O.C.A. en la comunidad autónoma es muy extensa. En otros municipios existen también Unidades Técnicas Agrícolas.

## O.C.A. por provincias

### Albacete
- Albacete.
- Alcaraz.
- Almansa.
- Balazote.
- Casas-Ibáñez.
- Elche de la Sierra.
- Hellín.
- Higueruela.
- La Roda.
- Villarrobledo.
- Yeste.

### Ciudad Real
- Alcázar de San Juan.
- Almadén.
- Almodóvar del Campo.
- Calzada de Calatrava.
- Horcajo de los Montes.
- Malagón.
- Manzanares.
- Piedrabuena.
- Tomelloso.
- Valdepeñas.
- Villanueva de los Infantes.

### Cuenca
- Belmonte.
- Cañete.
- Cuenca.
- Huete.
- Landete.
- Mota del Cuervo.
- Motilla del Palancar.
- Priego.
- San Clemente.
- Tarancón.
- Villanueva de la Jara.
- Villares del Saz.

### Guadalajara
- Guadalajara.
- Jadraque.
- Molina de Aragón.
- Pastrana.
- Sigüenza.

### Toledo
- Almorox.
- Belvís de la Jara.
- Gálvez.
- Los Navalmorales.
- Madridejos.
- Mora.
- Ocaña.
- Oropesa.
- Quintanar de la Orden.
- Talavera de la Reina.
- Toledo.
- Torrijos.

## Enlaces
- Página de la Consejería de Agricultura de Castilla-La Mancha.

- Datos: Q6049232